# Laoling
Koordinaten: 37° 39′ N, 117° 8′ O
Laoling (chinesisch 樂陵市 / 乐陵市, Pinyin Làolíng Shì; oft falsch als Leling transkribiert – bei diesem Ortsnamen wird das Schriftzeichen 乐 [樂] nicht, wie sonst üblich, lè oder yuè, sondern stattdessen lào ausgesprochen) ist eine chinesische kreisfreie Stadt in der Provinz Shandong. Sie gehört zum Verwaltungsgebiet der bezirksfreien Stadt Dezhou. Laoling hat eine Fläche von 1.172 km² und zählt 652.415 Einwohner (Stand: Zensus 2010).

## Administrative Gliederung
Auf Gemeindeebene setzt sich die kreisfreie Stadt aus vier Straßenvierteln, acht Großgemeinden und vier Gemeinden zusammen. 

## Persönlichkeiten
- Song Zheyuan (1885–1940), General während des Chinesischen Bürgerkrieges und im Zweiten Japanisch-Chinesischen Krieg 1937–1945